# Dekanat Jarosław III
Dekanat Jarosław III – dekanat archidiecezji przemyskiej, w archiprezbiteracie jarosławskim.

## Historia
W 1994 roku dekretem abpa Józefa Michalika został utworzony dekanat Jarosław III, z wydzielonego terytorium dekanatu jarosławskiego wschodniego.

## Parafie
- Makowisko – pw. Trójcy Przenajświętszej
- Piwoda – pw. Matki Bożej Częstochowskiej
- Ryszkowa Wola – pw. św. Piotra i Pawła
  - Bobrówka – kościół filialny pw. Wniebowstąpienia Pańskiego
- Surochów – pw. św. Michała Archanioła
  - Zgoda – kościół filialny pw. św. Maksymiliana Marii Kolbego
  - Sobiecin – kaplica cmentarna pw. św. Józefa
- Szówsko – pw. Najświętszego Serca Pana Jezusa
- Szówsko-Jarosław – pw. św. Brata Alberta w Szówsku-Jarosławiu
  - Koniaczów – kościół filialny pw. św. Stanisława Biskupa i Męczennika
- Wiązownica – pw. św. Walentego i Narodzenia Najświętszej Maryi Panny
  - Nielepkowice – kościół filialny pw. Najświętszej Maryi Panny Fatimskiej
- Zapałów – pw. Najświętszego Serca Pana Jezusa
  - Surmaczówka – kościół filialny pw. św. Józefa Robotnika

## Zgromadzenia zakonne
- Szówsko – ss. Służebniczki starowiejskie (1936)